# Ptochophyle oophora
Ptochophyle oophora är en fjärilsart som beskrevs av Louis Beethoven Prout 1916. Ptochophyle oophora ingår i släktet Ptochophyle och familjen mätare. Inga underarter finns listade.